# Південноукраїнська
Південноукраїнська (у 2008—2025 роках — Южноукраїнська) — проміжна станція IV класу Знам'янської дирекції Одеської залізниці, розміщена на дільниці Колосівка — Помічна між колійними постами 1113 км (відстань — 8 км) та 1100 км (5 км). Від станції відгалужується під'їзна колія до Південноукраїнської АЕС. Розташована на східній околиці Південноукраїнська, поблизу села Воля Первомайського району Миколаївської області.

## Історія
Станція відкрита у 1978 році. Дільниця, на якій розташована станція, електрифікована у 1972 році змінним струмом (~25 кВ).

## Пасажирське сполучення
На станції зупиняються поїзди приміського та далекого сполучення.